# HMS Vetch (K132)
HMS Vetch (K132) je bila korveta razreda flower Kraljeve vojne mornarice, ki je bila operativna med drugo svetovno vojno.

## Zgodovina
14. aprila 1942 je sodelovala pri potopitvi nemške podmornice U-252 in 25. maja 1943 je samostojno potopila nemško podmornico U-414. Ladjo so avgusta 1943 prodali in jo nato leta 1948 preuredili v trgovsko ladjo.